# Nový Dům
Nový Dům (Duits: Neuhaus) is een Tsjechische gemeente in de regio Midden-Bohemen en maakt deel uit van het district Rakovník. Het dorp ligt op 7 km afstand van de stad Rakovník.
Nový Dům telt 178 inwoners.

## Geschiedenis
De eerste schriftelijke vermelding van het dorp dateert van 1657.
In 1950 werden de dorpen Pustověty en Nový Dům afgesplitst van de toenmalige gemeente Ryšín en gingen door als zelfstandige gemeenten.

## Bezienswaardigheden

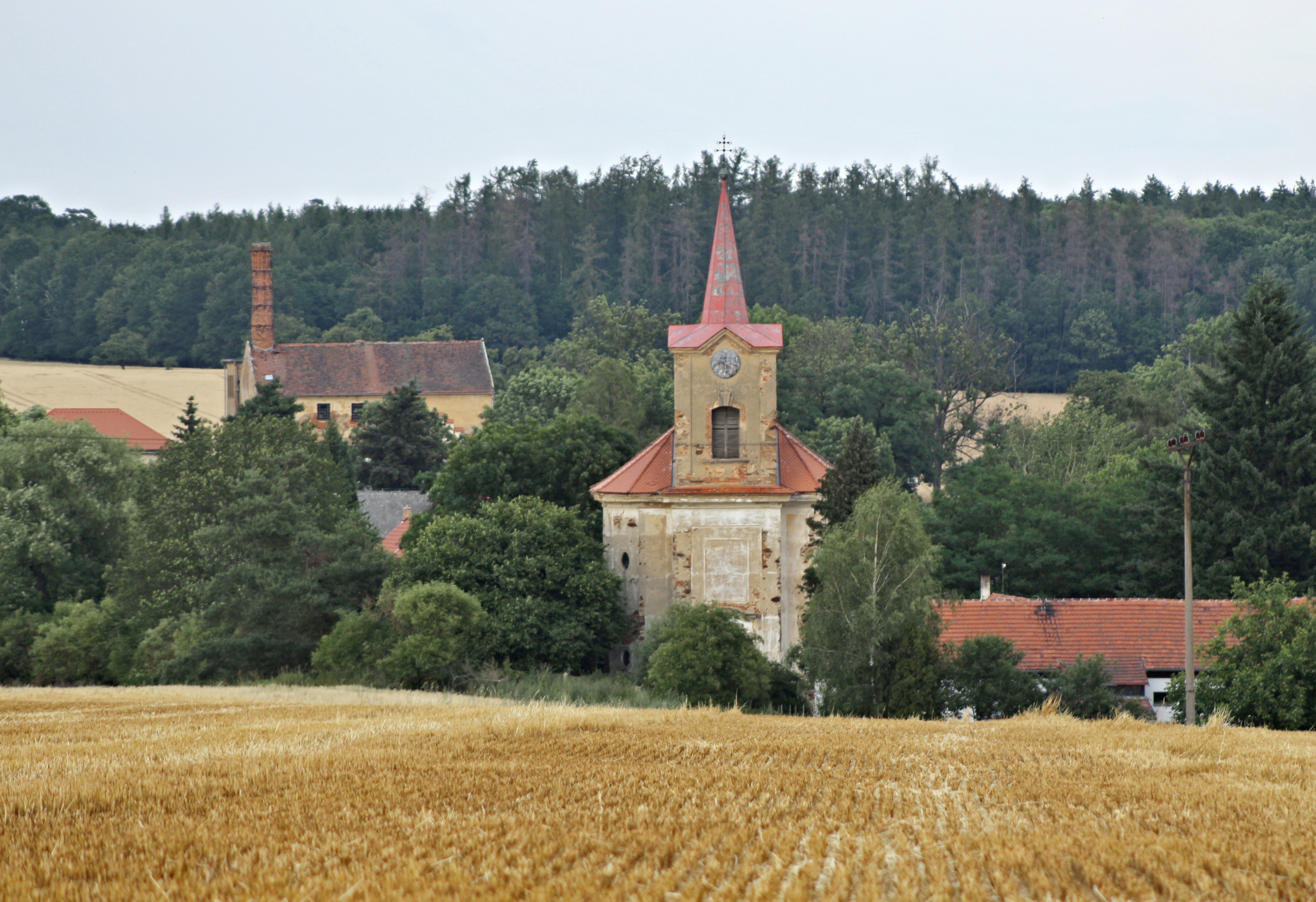
Kerk van de Heilige Maria Magdalena

- Kerk van de Heilige Maria Magdalena, ontworpen door František Ignác Prée;
- Standbeeld van Johannes van Nepomuk ten zuidoosten van het dorp.

## Verkeer en vervoer

### Autowegen
Er lopen verschillende regionale wegen naar het dorp.

### Spoorlijnen
Er is geen station in (de buurt van) het dorp.

### Buslijnen
Lijn 577 en 578 van Transdev Střední Čechy halteren in het dorp. Op werkdagen halteren er 4 bussen per werkdag; in het weekend 2 bussen per dag.

## Galerij

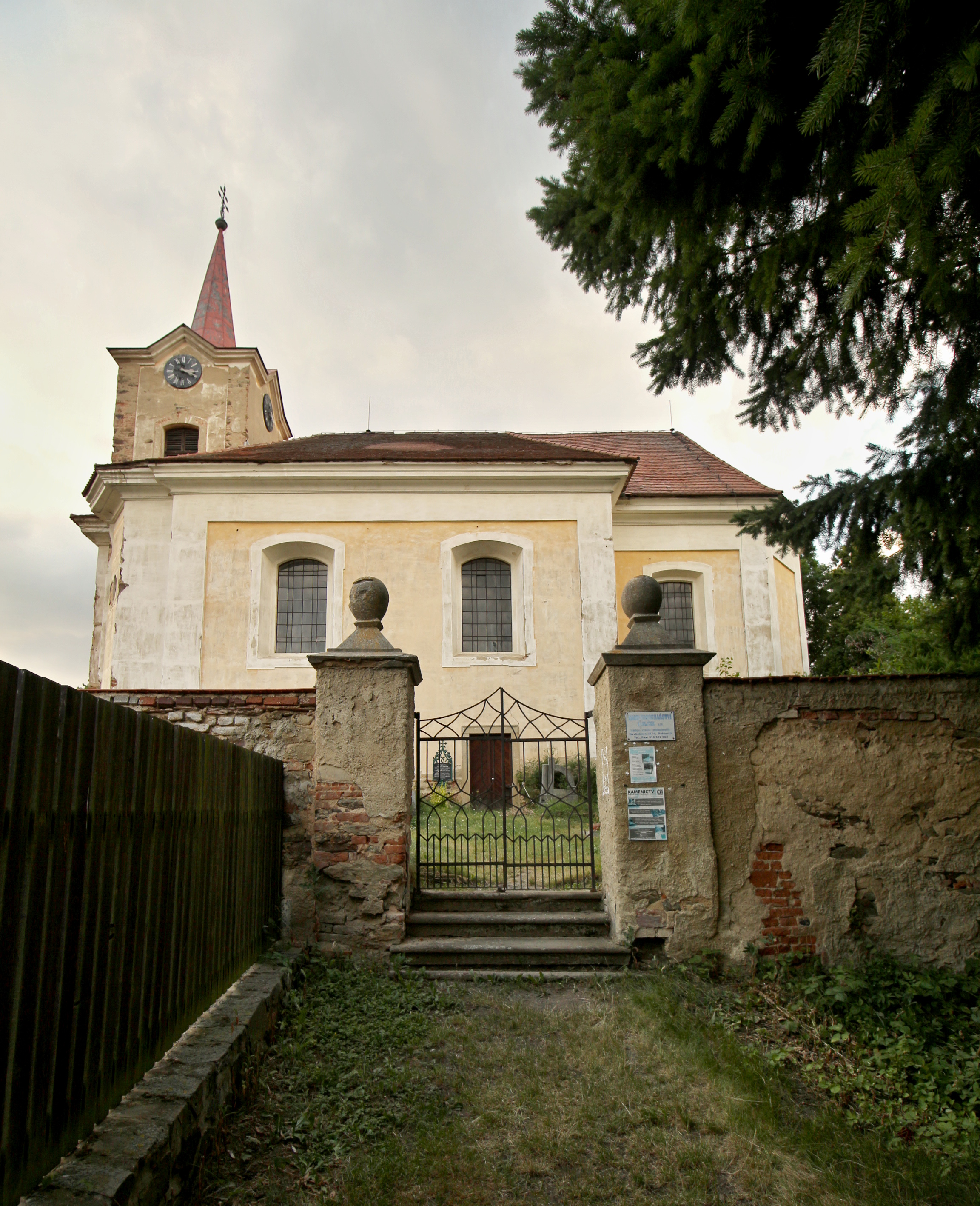
Kerk van de Heilige Maria Magdalena
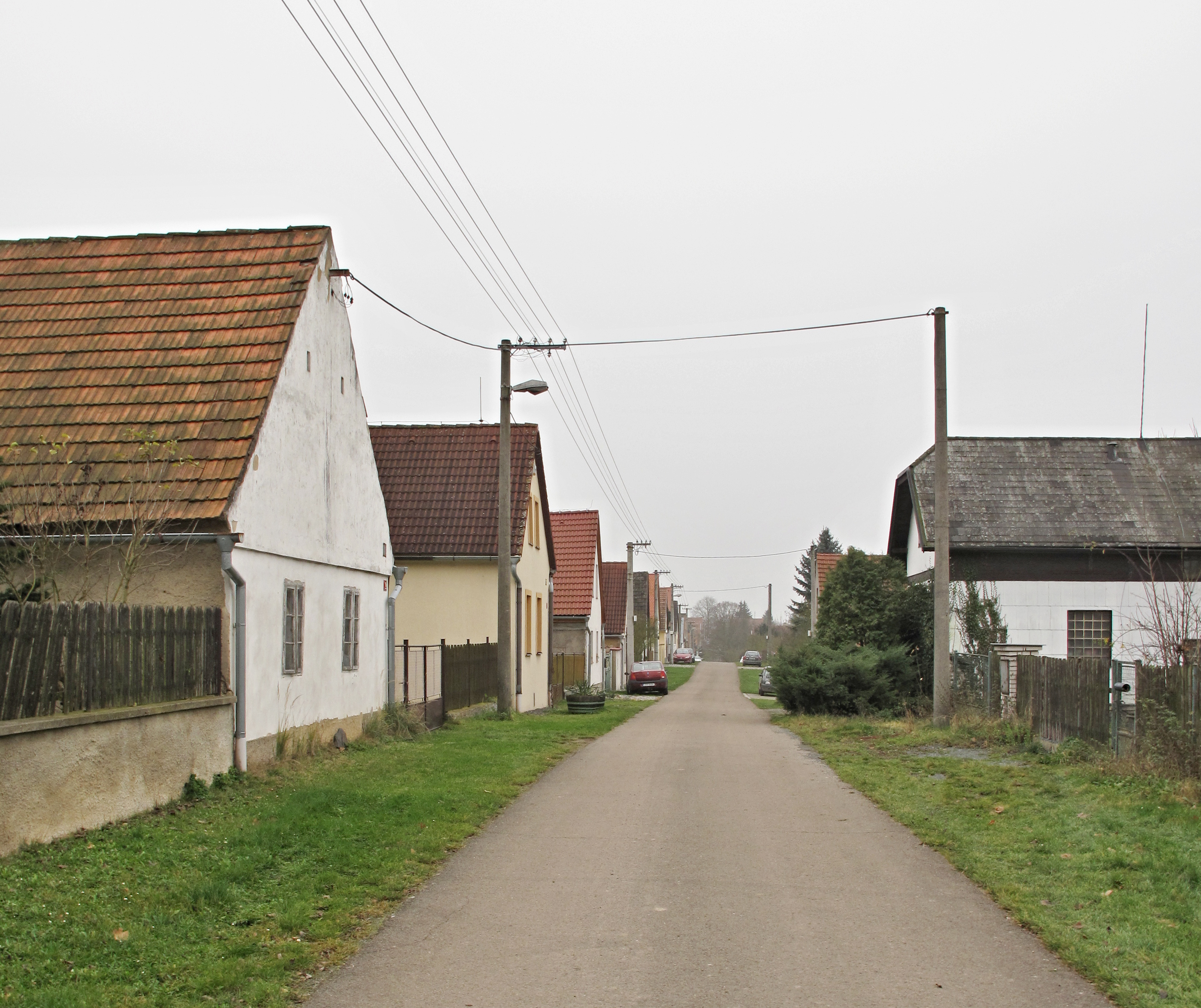
Straat in Nový Dům
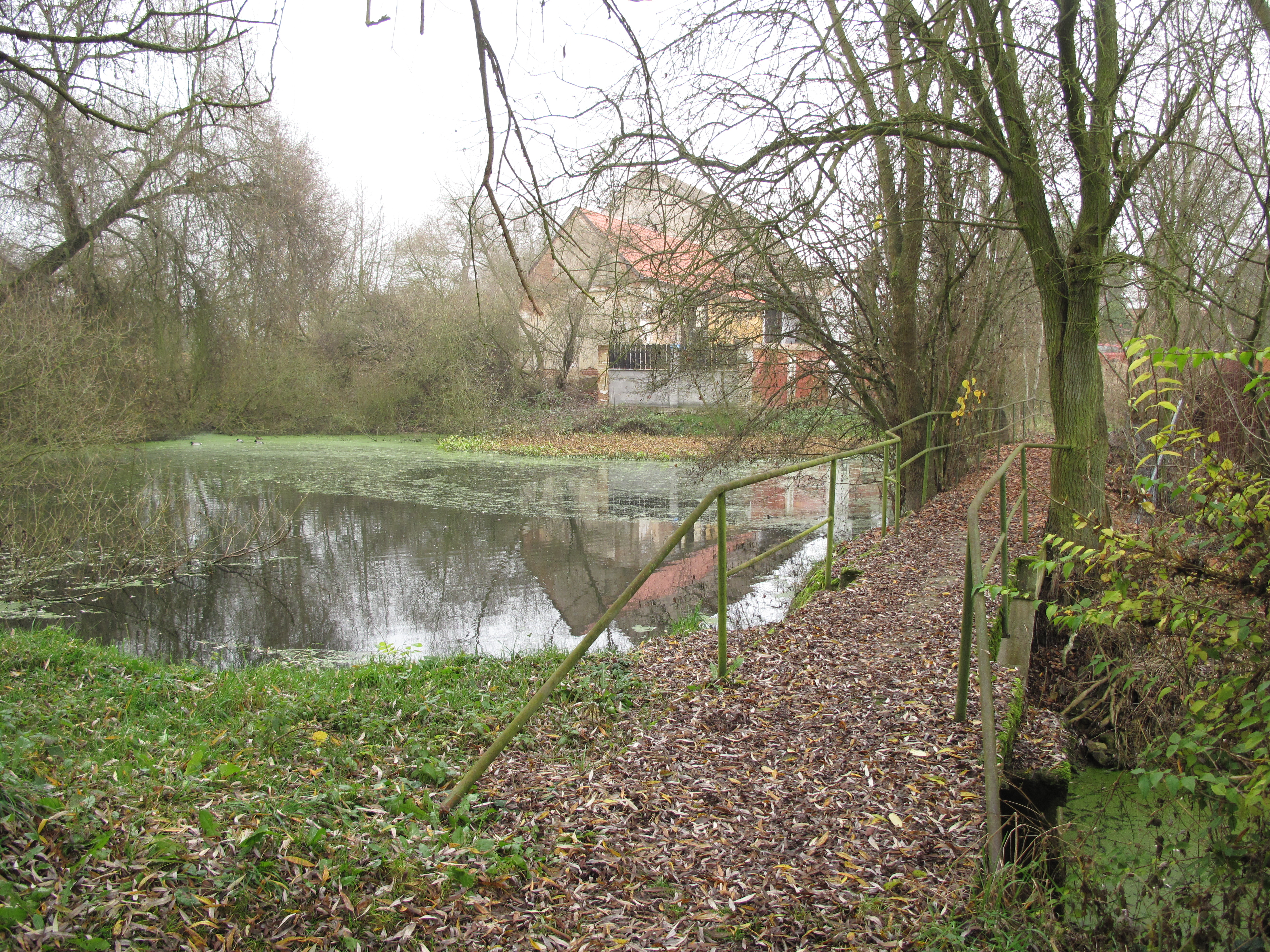
Huis bij meertje in Nový Dům
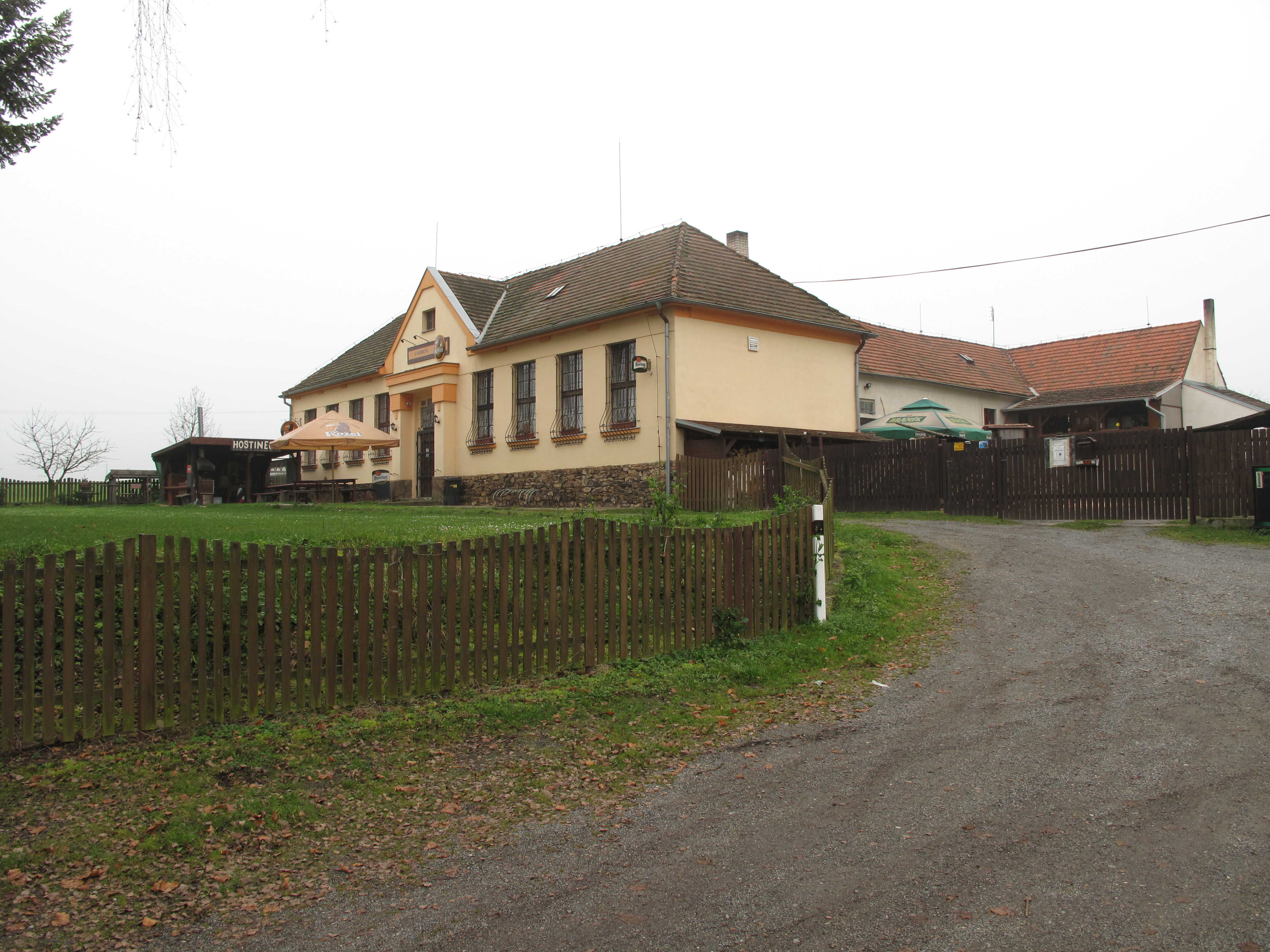
Café in Nový Dům
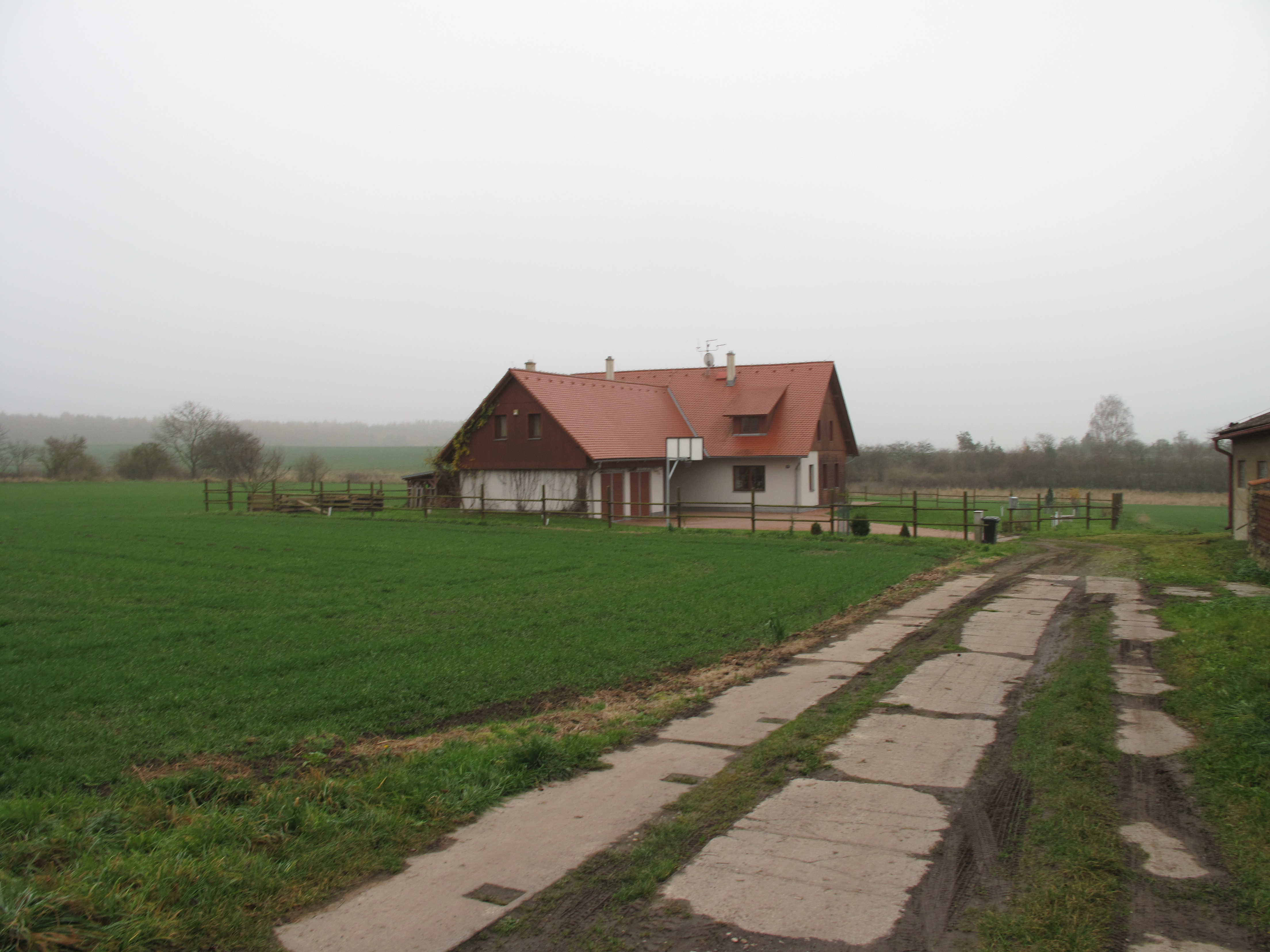
Boerderij in Nový Dům